# NGC 2423-3 b
NGC 2423-3b是一顆距離地球約2498光年的太陽系外行星，位於船尾座。2007年發現該行星環繞疏散星團NGC 2423的其中一顆成員星，紅巨星NGC 2423-3。該行星的質量下限是10.6倍木星質量，但目前仍不知道它的軌道傾角，無法得知他的真實質量，因此它也可能是棕矮星。
該行星由克里斯多福·洛維斯和米歇爾·麥耶於2007年6月發現。洛維斯於2006年5月在另一顆船尾座的恆星HD 69830旁發現三顆質量相當於海王星的系外行星。

## 外部連結
- . Exoplanet.   [2008-08-11]. （原始内容存档于2009-11-25）.
- . The Extrasolar Planets Encyclopaedia.   [2008-08-11]. （原始内容存档于2010-04-07）.